# Романов, Дмитрий Иванович
Дми́трий Ива́нович Рома́нов (умер в 1873 г.) — российский инженер и журналист.
Окончил курс в офицерских классах Главного инженерного училища, был произведен в офицеры 12 августа 1846 г. и был отправлен в Восточную Сибирь для исследования реки Амура и для проведения Амурской телеграфной линии. Обе задачи исполнил прекрасно, проявил себя способным и трудолюбивым инженером. Он сделал несколько путешествий по Восточной Сибири и прошёл пешком почти всю линию Амурского телеграфа. О своих наблюдениях сообщал в периодических изданиях: «СПб. Ведомостях», «Иркутских Губернских Ведомостях», «Северной Пчеле», «Русском Вестнике», «Русском Слове» и других. Во время пребывания своего в Сибири пришёл к мысли о необходимости проведения Сибирской железной дороги; мысль эту он развивал в журнальных и газетных статьях, приводя ряд доказательств в её подкрепление.
Вернувшись из Сибири, отправился путешествовать по Европе, а затем побывал и в Северной Америке, изучая везде техническую сторону интересовавших его вопросов о телеграфе и железных дорогах. По возвращении в Россию, был командирован на Кавказ для исследования лучшего направления Ростово-Владикавказской железной дороги. Награждён в 1862 г. орденом св. Владимира 4-й степени, 13 июля 1863 г. произведен в полковники, в 1867 г. получил орден св. Анны 2-й ст. с Имп. короной.
В 1873 году, во время Хивинского похода, был прикомандирован для исследования устьев Аму-Дарьи к войскам Туркестанского отряда. В Среднеазиатских степях он построил укрепление Благовещенское и затем предпринял труднейшую часть Хивинского похода — через безводные степи. Прежние его путешествия по Восточной Сибири значительно расстроили его здоровье. Особенно страдал он от ревматизма в ногах, но, несмотря на часто повторявшуюся острую боль, решил предпринять это трудное путешествие. Романов ехал в небольшой кибитке, которую тащили верблюды. По дороге в Аристан-бель-кудук он ещё больше простудился и с ним сделалась лихорадка; но он всё-таки продолжал идти дальше с отрядом, то в повозке, то верхом. Последний способ передвижения окончательно ослабил его организм, так что в урочище Каракаша Романов прибыл уже в бессознательном состоянии. Вечером он очнулся; нестерпимая боль заставила его покуситься на самоубийство: он выстрелил себе в рот из револьвера и через 10 часов умер — 19 апреля 1873 г.; он похоронен около урочища Каракаша, в Бухарских владениях.

## Достижения
Главной заслугой его было устройство амурского телеграфа. Много содействовал проложению торговых путей из внутренней России к азиатским рынкам; хлопотал о проведении Сибирской железной дороги и целой сети дорог по берегу Каспийского моря и от Кавказа к Туркестану. Многие из проектов Д. И. Романова впоследствии получили осуществление.
Написал множество географических, этнографических, экономических статей, большая часть которых касается Амурской области:
- «Присоединение Амура к России» («Русское Слово», 1859 г., № 4, 6—8),
- «Очерк местностей между заливом де Кастри и рекой Амуром» («Вестник Имп. Р. Географического Общ.», 1859, № 3),
- «Амур» («Морской сборник», 1860, № 6),
- «С русского берега Японского моря» (ib., 1862, т. XI),
- «Глубина Байкала» («Записки Сибирского отд. Русского Географического Общ.», 1863, № 6),
- «Последние события в Китае и значение их для России» (Иркутск, 1861),
- «О сибирской железной дороге» («Иркутские Губернские Ведомости», 1858, № 49 и 50 и «Голос», 1870, № 16),
- «Сибирско-уральская железная дорога» («Варшавский Дневник», 1868, № 18),
- «Сибирский телеграф» (СПб., 1860) и др.
- В «Голосе» (1873) помещены последние его корреспонденции: «С дороги в Хиву» и «Из лагеря при колодцах Иркибай».